# Curt Sauermilch
Curt Sauermilch (* 26. September 1883 in Warschau; † 6. Juni 1957 in Holzminden) war ein deutscher Maler, Lehrer und Kreisheimatpfleger.

## Leben
Er war der Sohn des am Deutschen Theater in Warschau tätigen Musikdirektors Hermann Sauermilch. Die Familie siedelte kurz nach der Geburt nach Dresden über. Dort wuchs Sauermilch auf und studierte zwölf Semester an der dortigen Kunstgewerbeschule. Er schloss 1905 die Zeichenlehrerprüfung ab und nahm eine Lehrtätigkeit an der Baugewerkschule Holzminden auf. Im Jahr 1912 wurde er Zeichenlehrer an der Bürgerschule in Holzminden. Am Ersten Weltkrieg nahm er als Soldat in Russland teil. Sauermilch wurde 1936 durch den Braunschweigischen Minister für Volksbildung zum Kreisheimatpfleger bestellt. Nach dem Tod Carl Hampes wurde er 1940 ehrenamtlicher Leiter des Holzmindener Heimatmuseums.
Sauermilch war seit 1912 mit Elly, geb. Münder, verheiratet. Er starb 1957 in Holzminden.
Sauermilch erforschte die mittelalterlichen Töpfereien im Weserbergland, die Geschichte der Burg Holzminden sowie die kleinstädtische und dörfliche Volkskultur des Weserberglandes. Seine Arbeiten sind u. a. in der Braunschweigischen Heimat und im Täglichen Anzeiger Holzminden erschienen. 

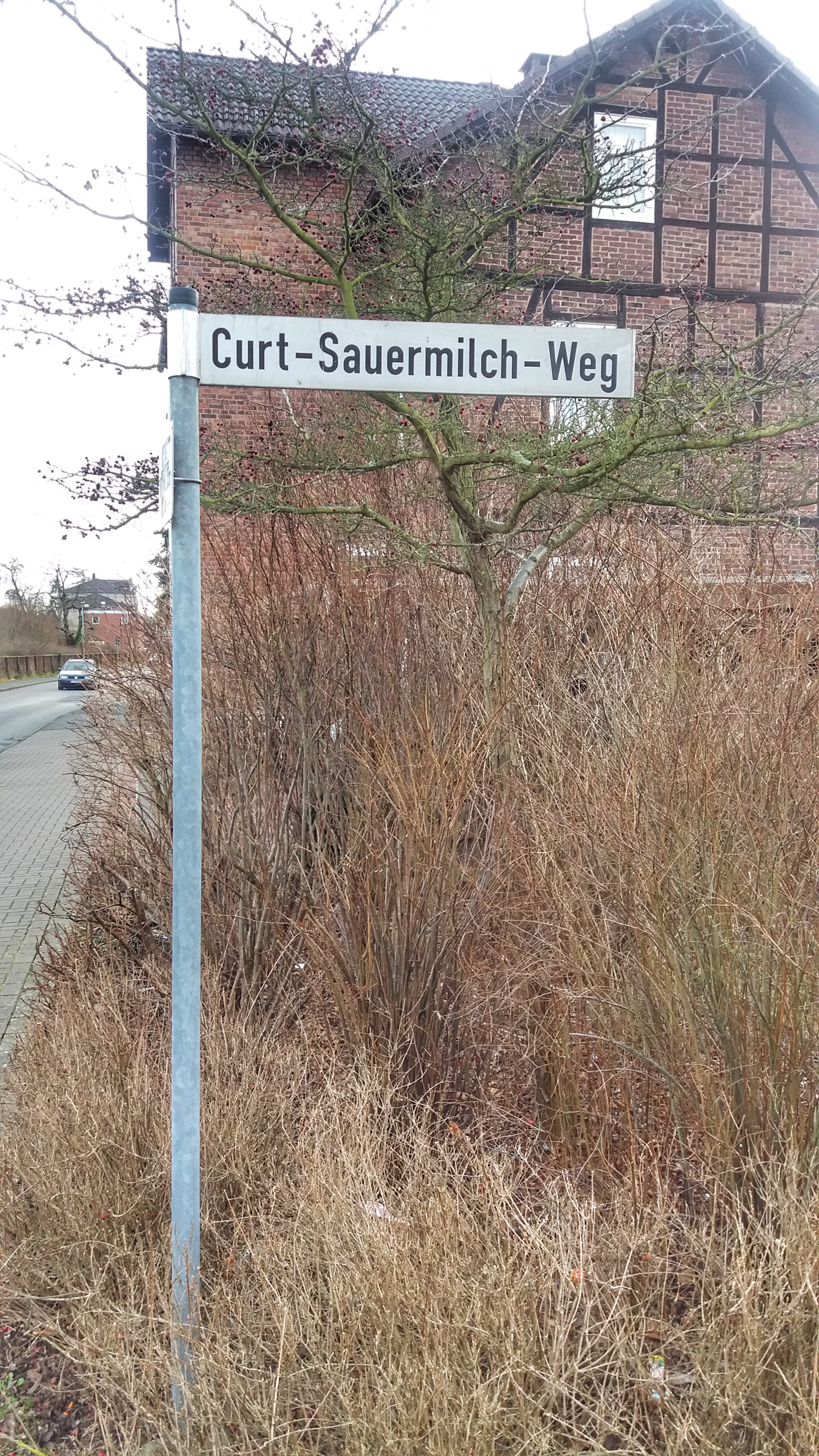
Curt-Sauermilch-Weg, Holzminden (2018)

## Ehrungen
Sauermilch wurde 1955 das Bundesverdienstkreuz am Bande verliehen. Nach ihm wurde 2003 der Curt-Sauermilch-Weg in Holzminden benannt.

## Schriften (Auswahl)
- Von schönen Türbeschlägen und einer braunschweigischen Kleinstadt. In: Braunschweiger Blätter 1938, 29(1), S. 15–19.
- Türdrücker und Schlüsselschilder im Weserkreis. In: Braunschweigische Heimat 1939, 30(2), S. 14–18.
- Germanische Sinnbilder in bäuerlichen Balkenschnitzereien des Oberwesergebietes. In: Braunschweigische Heimat 1939, 30(5), S. 5–8.
- Die Entwicklung der Keramik im Kreise Holzminden. Dargestellt aufgrund von Erdfunden. In: Braunschweigisches Jahrbuch 1940/1941, S. 63–81.
- Die Gestaltung der Dälentore und ihre zeitliche Veränderung im Kreise Holzminden. In: Braunschweigische Heimat 1941, 32(2), S. 48–52.
- Kruken und Krüge. Über deren Entwicklung in der Landschaft an der Oberweser. In: Neues Archiv für Niedersachsen 1951, 21, 599–613.
- Die Entwicklung des Grapens im Gebiet der mittleren Oberweser. In: Neues Archiv für Niedersachsen 1951, 21, 525–531.
- Zur Typologie der Bombentöpfe im Gebiet der Oberweser. In: Germania 1953, 31, 189–196.
- Zur Siedlungsgeschichte von Reileifzen an der Weser (Kr. Holzminden). In: Braunschweigische Heimat 1955, 41(2), 35–41.
- Sitzmöbel als Werke volkstümlicher Handwerkskunst im Kreise Holzminden. In: Braunschweigische Heimat 1957, 43(1), S. 8–12.
- Truhe und Schrank im Kreise Holzminden. In: Braunschweigische Heimat 1957, 43(3), S. 80–85.
- Sonderformen der mittelalterlichen und nachmittelalterlichen Keramik im Oberwesergebiet. In: Niedersachsen 1957, 57, 250–253.